# Armadillidium hungaricum
Armadillidium hungaricum är en kräftdjursart som beskrevs av Csiki 1926. Armadillidium hungaricum ingår i släktet Armadillidium och familjen klotgråsuggor. Inga underarter finns listade i Catalogue of Life.